# Fritz Stavenhagen (Schauspieler)

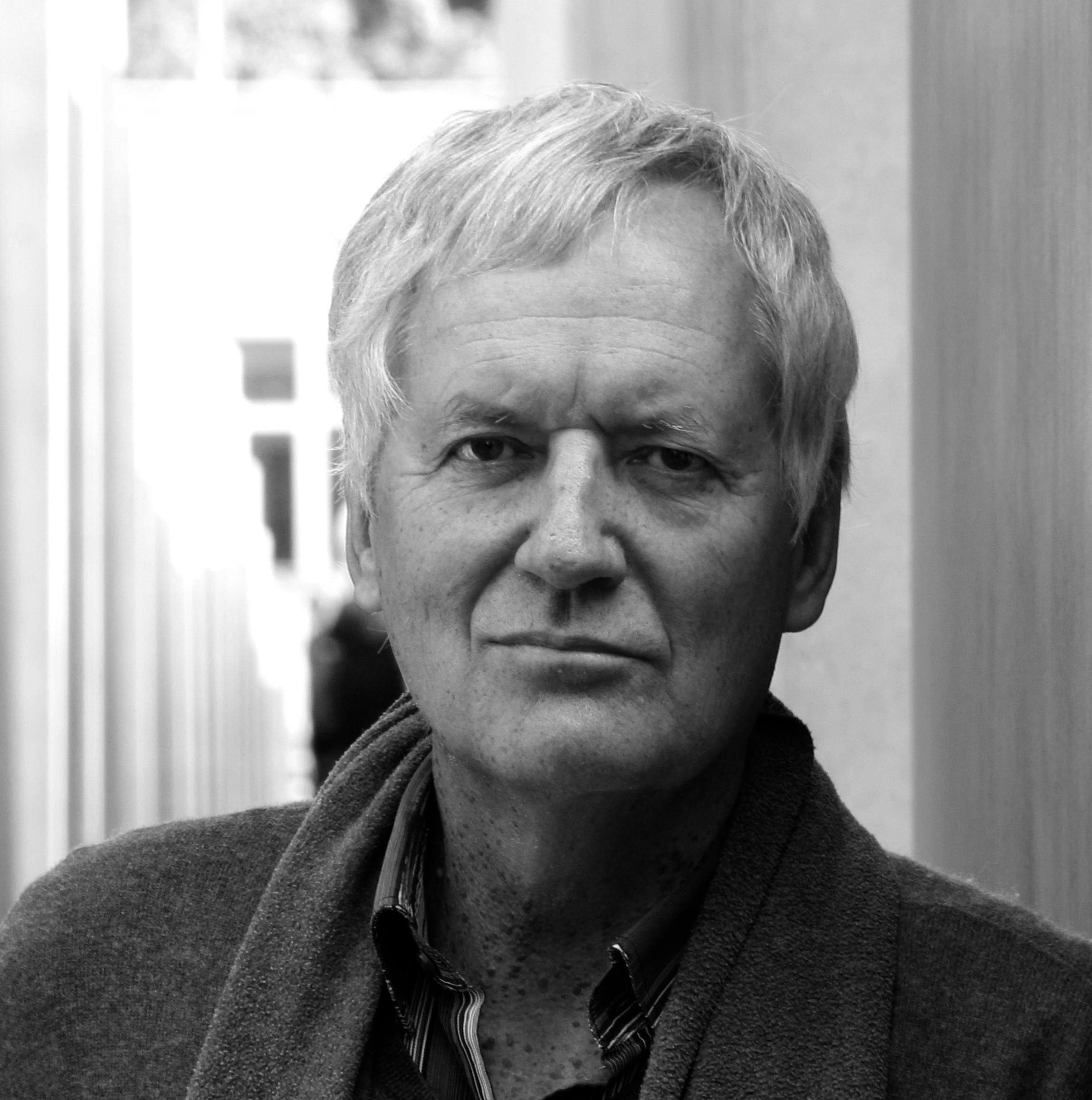
Fritz Stavenhagen (2016)

Fritz Stavenhagen (* 15. Mai 1945 in Klettwitz, Niederlausitz) ist ein deutscher Schauspieler, Regisseur und Sprecher.

## Biografie
Stavenhagen wuchs als Kriegshalbwaise in Minden/Westfalen auf, 1963 machte er am Mindener Altsprachlichen Gymnasium sein Abitur und begann anschließend das Studium der Germanistik und Theaterwissenschaften an der Universität Hamburg, das er an der Freien Universität Berlin fortsetzte. Dort entschloss er sich zu einer praktischen Theaterausbildung, besuchte eine private Schauspielschule und bestand 1966 die Abschlussprüfung. Nach einigen Theaterstationen nahm er jedoch 1973 an der Pädagogischen Hochschule Köln sein Studium mit den Fächern Deutsch und Englisch wieder auf, schloss es 1975 mit dem ersten Staatsexamen ab und kehrte danach zum Theater zurück.
Stavenhagen ist verheiratet, Vater von drei Söhnen und lebt in Neuwied am Rhein.
Mikrofonarbeit bestimmte neben dem Theater seine berufliche Laufbahn von Anfang an: Neben der Tätigkeit als Werbe- und Synchronsprecher wirkte er in einer Vielzahl von Funk- und Hörbuchproduktionen mit, u. a. in Gestatten Froschkönig, Bo im wilden Land sowie als Erzähler in der mit dem German Kids Award Gold und mehreren Leopold-Preisen ausgezeichneten Kindermusicalserie Ritter Rost, die mit einer Gala in der Deutschen Oper Berlin 2014 ihren 20. Geburtstag feiern konnte.
Neben Film- und Fernsehrollen trat er 1971 auch als Kabarettist in Hurra, wir sterben von und mit Georg Kreisler sowie zwischen 1984 und 1986 mit dem eigenen Soloprogramm Alles unter Kontrolle auf.

## Theaterstationen
- 1963 Jugendbühne Minden
- 1965 Studiobühne Hamburg
- 1967 Fränkisches Theater Maßbach
- 1968 Zimmertheater Münster
- 1970 Theater Krefeld
- 1971 Renitenztheater Stuttgart
- 1972 Forum Theater Berlin
- 1972 Theater des Westens Berlin
- 1975–77 Theater Central Bonn
- 1977–79 Heilbronner Theater
- 1979–82 Grenzlandtheater Aachen
- 1982–83 Theater am Dom Köln
- 1983–84 Zimmertheater Heidelberg
- 1983–84 Kleines Theater Bad Godesberg
- 1985–86 Theater im Bauturm Köln
- 1985–87 Theater an der Luegallee Düsseldorf
- 1989 Theater am Sachsenring Köln
- 2002 Komödie Bochum
- 2003 Komödie Duisburg

## Theaterinszenierungen
- 1976  Stille Nacht von Harald Mueller
- 1977  Der fliegende Geheimrat von Curt Goetz
- 1978  Der Mustergatte von Avery Hopwood
- 1979  Es war die Lerche von Ephraim Kishon
- 1979  Frau von Stein von Peter Hacks
- 1980  Schlafzimmergäste von Alan Ayckbourn
- 1980  Memoiren von John Murrell (mit Elfriede Kuzmany)
- 1981  Stille Nacht von Harald Mueller
- 1981  Witwenverbrennung von Jörg Graser
- 1982  Ballerina von Arne Skouen
- 1985  Diese ganze lange Nacht von Jorge Diaz
- 1987  Das Opfer Helena von Wolfgang Hildesheimer
- 1989  Viola von André Roussin

## Schallplatte/Hörbuch/CD (Auswahl)
- 1971 Hurra wir sterben (von und mit Georg Kreisler)
- 1978 Hugo Hartung: Ich denke oft an Piroschka
- 1978 Guy de Maupassant: Novellen
- 1978 Gottfried Keller: Der Schmied seines Glücks

- 1994–2024 22 „Ritter Rost“ – CDs als Erzähler

- 2000 Der Schweinachtsmann
- 2005 Das unverschämte Pianoforte
- 2006 Gestatten Froschkönig
- 2006 Bo im wilden Land
- 2006 Die Bergische Rose – Sagen aus dem Bergischen Land
- 2006 Die verwunschene Prinzessin – Sagen aus dem Schwarzwald
- 2006 Von Herzögen, Wundern und Soldaten – Sagen aus dem Gelderland
- 2007 Das versunkene Schloss – Sagen vom Niederrhein
- 2007 Hilfe, ich habe meine Lehrerin geschrumpft
- 2008 Frankenstein – Mythos und Wahrheit
- 2010 Graf Dracula – Mythos und Wahrheit
- 2010 Der Schweif des Diabolus
- 2016 Projekt Sinnsucher – Abendgedanken und Gedichte

## Film/Funk/Fernsehen (Auswahl)
TV
- 1988 Alles unter Kontrolle (WDR)
- 1995 Dinomania (RTL)
- 2001 Lindenstraße (WDR)
- 2002 Wilde Engel (RTL)
- 2003 Der Elefant

HF
- 1980 Mein Fall liegt anders (WDR)
- 1986 Man nennt mich Ameisenbär (WDR)
- 1986 Mer schwade kölsch (WDR)
- 1988 Die Schlacht (WDR)
- 1988 Jan und Griet (WDR)
- 1986 Näwwel em Kopp (WDR)
- 1990 Allein Gottes Wort (WDR)
- 1993 Luwi Arndt – D’r treue Husar (WDR)
- 1993 Sterben kann ich überall (WDR)
- 1999 Die Stimmen von Nienbeck (WDR)

## Projekt Deutsche Lyrik
2001 begann er mit dem Aufbau des Internetportals Gesprochene Deutsche Lyrik, einer Audio-Anthologie von ihm ausgesuchter und gesprochener Gedichte. Diese Sammlung ist 2025 auf über 1900 Gedichte von 141 Autorinnen und Autoren angewachsen. 2019 veröffentlichte er seine Einführung in die Lyrik bei Books on Demand. 2023 wurde ihm für sein Engagement das Bundesverdienstkreuz am Bande verliehen, die feierliche Überreichung der Auszeichnung fand am 31. Januar 2025 im Mainzer Kulturministerium statt.

## Politisches Engagement
Stavenhagen widmete sich 2016/2017 als Pressesprecher des Landesverbands Rheinland-Pfalz aktiv dem Aufbau der V-Partei³. Er kandidierte zur Bundestagswahl 2017 auf der Landesliste Rheinland-Pfalz Listenplatz 5.